# Irapuato
Irapuato és una ciutat mexicana de l'estat de Guanajuato, al centre de l'entitat i de la regió del Bajío. La seva data de fundació és el 15 de febrer de 1547 sota el nom de «Congregació de Sant Marc d'Irapuato». A partir de la qual, es va suscitar la instal·lació de missions religioses que donen a centre de la població una inusual arquitectura amb temples contigus.
Segons el cens de l'any 2015 de l'INEGI compta amb una població de 574.344 habitants, el que suposa aproximadament una desena part de la població de tot l'estat, sent així la segona població més gran i important de Guanajuato.7 La ciutat s'emmarca dins de l'àrea metropolitana d'Irapuato-Salamanca de la qual és capçalera. La superfície municipal és de 851,41 km². És capçalera del Districte Electoral IX, seu administrativa de la Subprocuradoria Estatal de Justícia regió B, de la regió VI Sud-oest de Guanajuato, la XII Regió Militar i del bisbat d'Irapuato.
S'alça a peu del turó d'Arandas, amb carrers estrets i amb un traç urbà de «plat trencat» que defineixen el seu urbanisme en el centre històric, eixamplant cap a les zones més contemporànies i àmplies dels nous barris i bulevards. En els seus voltants abunden fèrtils terres de conreu, i extenses hortes que cobreixen gran part del seu terme. Envoltat en gran part cap al sud pel gran vall que forma el Baix i el riu Guanajuato, i a nord s'obre el riu Silao, que passa a molt curta distància de la ciutat; i algunes contraforts de les serres de Pénjamo i Guanajuato.
L'activitat econòmica més important de la població era la producció de maduixa, sent la major productora mundial, la qual cosa queda patent sota el lema que rep la ciutat, com «Capital mundial de les maduixes». En aquest sentit, la ciutat acull des de l'any 1998 l'Expo Agro-Alimentària, una de les millors fires de tall Internacional del sector agrícola, alimentari i indústries afines.8 No obstant això, l'economia, també està basada en el sector serveis, indústria pesant i metall mecànica, l'administració, la construcció, comunicacions i transports, i un incipient turisme cultural.9
Entre la seva Patrimoni històric-artístic i arquitectònic, cal destacar la Catedral de Nostra Senyora de la Neta Concepció de Maria, el Palau Municipal, el Temple de l'Hospitalito, el Museu de la Ciutat i l'emblemàtic Mural de la Identitat, situat a la cèntrica plaça de Vasco de Quiroga, en commemoració a qui la tradició local esmenta com a fundador de la població.